# إيجه جشمي أوغلي
إيجه جشمي أوغلي (بالتركية: Ece Çeşmioğlu) هي ممثلة تركية ولدت في 26 نوفمبر 1990.